# Leptotrichella guadelupensis
Leptotrichella guadelupensis là một loài Rêu trong họ Dicranaceae. Loài này được (Mitt.) Ochyra mô tả khoa học đầu tiên năm 1997.